# Małe Kochlino
Małe Kochlino – jezioro w woj. zachodniopomorskim, w powiecie wałeckim, w gminie Człopa, leżące na terenie Pojezierza Wałeckiego.
Jezioro jest połączone rowem melioracyjnym z jeziorem Wielkie Kochlino.

## Dane morfometryczne
Powierzchnia zwierciadła wody wynosi 2,6 ha. Zwierciadło wody położone jest na wysokości 64,2 m n.p.m.

## Hydronimia
Nazwa tego jeziora wymieniona w niektórych źródłach to Małe Kochlino lub Kochlin Mały. Jezioro nie jest wymienione w urzędowym spisie opracowanym przez Komisję Nazw Miejscowości i Obiektów Fizjograficznych (KNMiOF), nazwa nie jest podawana także na mapach topograficznych.